# Ptochophyle notata
Ptochophyle notata là một loài bướm đêm trong họ Geometridae.